# Aleksandar Atanacković
Aleksandar Atanacković (Belgrád, 1920. április 29. – 2005. március 12.) szerb labdarúgó-középpályás, edző.
A jugoszláv válogatott tagjaként részt vett az 1948. évi nyári olimpiai játékokon és az 1950-es labdarúgó-világbajnokságon, előbbin ezüstérmet szereztek.